# Cal Recasens
Cal Recasens és un habitatge de Concabella, al municipi dels Plans de Sió (Segarra), que forma part de l'Inventari del Patrimoni Arquitectònic de Catalunya.

## Descripció
Es tracta d'una casa situada al centre del nucli antic, construïda amb pedra, actualment arrebossada. Està dividida en planta baixa, dues plantes superiors i golfes. A la planta baixa hi apareix la porta principal amb una llinda superior on apareix la data 1885, envoltada per una finestra a cada banda sense cap mena de treball decoratiu i una porta oberta posteriorment a la construcció de la casa. A la primera planta hi ha un balcó corregut al llarg de la façana amb tres portes cobertes per arc rebaixat de pedra, on la que està situada al centre presenta un bisellat a l'arc i als brancals, amb una barana de ferro forjat. La segona planta té tres balcons individuals amb llinda superior i barana també de forja. Les golfes presenten tres finestres circulars de petites dimensions.

## Història
Aquesta casa data del 1885, com ens indica la llinda de la porta i la barana. No sabem qui la va fer construir, però actualment viu la família Recasens, que van comprar la casa a principis del segle xx.